# Cherry Tree (Oklahoma)
Cherry Tree es un lugar designado por el censo ubicado en el condado de Adair  en el estado estadounidense de Oklahoma. En el año 2010 tenía una población de 883 habitantes y una densidad poblacional de 29,53 personas por km².

## Geografía
Cherry Tree se encuentra ubicado en las coordenadas 35°44′47.27″N 94°38′38.13″O / 35.7464639, -94.6439250 (35.746465° -94.643925°). Según la Oficina del Censo de los Estados Unidos, Cherry Tree tiene una superficie total de 11,56 mi² (29,9 km²), de la cual 11,506 mi² (29,8 km²) corresponden a tierra firme y 0,054 mi² (0,1 km²) es agua.

## Demografía
Según la Oficina del Censo en 2000 los ingresos medios por hogar en la localidad eran de $26,438 y los ingresos medios por familia eran $28,882. Los hombres tenían unos ingresos medios de $25,417 frente a los $18,295 para las mujeres. La renta per cápita para la localidad era de $8,895. Alrededor del 26.5% de la población estaban por debajo del umbral de pobreza.